# توني سميث (لاعب كرة قدم أمريكية)
توني سميث (بالإنجليزية: Tony Smith)‏ هو لاعب كرة قدم أمريكية أمريكي، ولد في 29 يونيو 1970 في شيكاغو في الولايات المتحدة.

## وصلات خارجية
- توني سميث على موقع إي إس بي إن.كوم (أن.أف.أل)3
- توني سميث على موقع مرجع كرة القدم المحترفة.كوم (الإنجليزية)